# Nate Robinson
Nathaniel Cornelius "Nate" Robinson (ur. 31 maja 1984 w Seattle) – amerykański koszykarz, występujący na pozycji rozgrywającego, jeden z najniższych graczy w historii NBA. Zwycięzca konkursu wsadów z 2006, 2009 i 2010 oraz wicemistrz z 2007.
Przed karierą zawodową w NBA był członkiem uczelnianej drużyny koszykarskiej Washington Huskies. Został wybrany w drafcie w roku 2005 z numerem 21. W jednym z meczów NBA popisał się swoją skocznością blokując rzut Yao Minga (mierzącego 229 cm). Podczas All-Star Weekend w 2006 roku w Houston, przeskoczył nad mierzącym 168 centymetrów wzrostu Spuddem Webbem (najniższy zwycięzca Slam Dunk Contest w historii), co dało mu zwycięstwo w tymże konkursie.
W 2009 roku podczas All-Star Weekend po raz drugi wygrał konkurs wsadów – zwycięstwo zapewniając sobie wsadem, podczas którego przeskoczył mierzącego 210 cm wzrostu Dwighta Howarda. Wykonując zaplanowaną akcje, Robinson przebrany był w zielony kostium, mający symbolizować kryptonit – substancję osłabiającą Supermana (za którego przebrany był Howard – rywal Robinsona z finału konkursu wsadów). W 2010 roku ponownie wygrał konkurs wsadów podczas All-Star Weekend, zostając równocześnie pierwszym koszykarzem w historii NBA, który wygrał ten konkurs trzy razy. W finale pokonał DeMara DeRozana.
W lutym 2010 roku wraz z Marcusem Landrym przeszedł z Knicks do Boston Celtics w zamian za Eddiego House'a, J.R. Giddensa, Billa Walkera oraz wybór w drugiej rundzie draftu. W lutym 2011 brał udział w wymianie w ramach której trafił do Oklahoma City Thunder. Przed sezonem 2011/2012 został zwolniony z Oklahoma City Thunder, jednak szybko podpisał kontrakt z Golden State Warriors.
31 lipca 2012 roku podpisał kontrakt z Chicago Bulls. W lipcu 2013 podpisał kontrakt jako wolny agent z Denver Nuggets.
W 2013 roku wystąpił w trzecim odcinku mini produkcji „Pepsi Max – Uncle Drew: Chapter 3”, u boku Kyrie'go Irvinga i Mayi Moore.
13 stycznia 2015 roku trafił do Boston Celtics, w zamian za Jameera Nelsona. Dwa dni później został zwolniony przez klub, zanim rozegrał jakiekolwiek spotkanie w jego barwach. 7 marca podpisał 10-dniowy kontrakt z Los Angeles Clippers, a następnie 17 kolejny. Z powodu kontuzji, po wygaśnięciu umowy, nie została ona odnowiona.
16 października 2015 roku zawarł roczny kontrakt z klubem New Orleans Pelicans. 29 października został zwolniony przez zespół, po rozegraniu dwóch spotkań sezonu regularnego.
17 marca 2016 roku podpisał umowę z izraelskim Hapoelem Tel Awiw. Podczas swojego debiutu w spotkaniu przeciw Maccabi Rishon LeZion, 20 marca zanotował 25 punktów w trakcie 31 minut spędzonych na parkiecie.
8 lutego 2017 został zawodnikiem zespołu D-League - Delaware 87ers.
1 sierpnia 2018 zawarł kontrakt z libańskim Homenetmen Beirut.

## Osiągnięcia
Na podstawie, o ile nie zaznaczono inaczej.
NCAA
- Uczestnik:
  - rozgrywek Sweet Sixteen turnieju NCAA (2005)
  - turnieju NCAA (2004, 2005)
- Mistrz turnieju konferencji Pac-12 (2005)
- Most Outstanding Player (MOP=MVP) turnieju Great Alaska Shootout (2005)
- Laureat Frances Pomeroy Naismith Award (2005)[20]
- Zaliczony do:
  - I składu:
    - All-Pac-12 (2004, 2005)
    - turnieju:
      - Pac-12 (2004, 2005)
      - Great Alaska Shootout (2005)

    - debiutantów Pac-10 (2003)

  - III składu All-American (2005 przez AP, NABC)

NBA
- MVP letniej ligi NBA (2007)
- Zwycięzca konkursu wsadów NBA (2006, 2009, 2010)[21]
- Zawodnik tygodnia NBA (4 lutego 2013)
- Uczestnik:
  - konkursu wsadów podczas NBA All-Star Weekend (2006, 2007, 2009, 2010)[21]
  - Rising Stars Challenge (2006)
- Zaliczony do:
  - I składu letniej ligi NBA (2005, 2007)
  - II składu letniej ligi NBA (2006)

Inne
- Mistrz Wenezueli (2017)
- Finalista Interkontynentalnego Pucharu FIBA (2017)
- MVP finałów mistrzostw Wenezueli (2017)